# وینکلر (منیتوبا)
وینکلر (به انگلیسی: Winkler) یک شهر در کانادا است که در منیوبا واقع شده‌است. وینکلر ۱۷٫۰۲ کیلومتر مربع مساحت و ۱۲٬۵۹۱ نفر جمعیت دارد و ۲۵۹ متر بالاتر از سطح دریا واقع شده‌است.